# 一橋斎艶長
一橋斎 艶長（いっきょうさい つやなが、生没年不詳）とは、江戸時代末期から明治時代にかけての浮世絵師。

## 来歴
歌川芳艶の門人。『浮世絵師便覧』（飯島半十郎著）によれば芳艶門人として明治期に活動したとされるが、俗名や経歴については不明。作は他の絵師たちとの合作による「東海道名所之内」が知られるのみである。これは歌川国芳の三回忌にあたる文久3年（1863年）に版行された揃物の錦絵で、師の芳艶とともに参加している。

## 作品
- 「東海道名所之内　白鳥明神」　大判錦絵　国立国会図書館所蔵　※太田記念美術館にも所蔵
- 「東海道名所之内　桶狭間」　大判錦絵　千葉市美術館所蔵